# Cal Gros de la Paquita
Cal Gros de la Paquita és una masia situada al municipi d'Almenar a la comarca catalana del Segrià.